# F1 2010 (computerspel)
F1 2010 is een computerspel, gebaseerd op het Formule 1-seizoen in 2010. Het spel werd uitgebracht in Europa op 23 september 2010 voor PlayStation 3, Xbox 360 en Microsoft Windows. Het spel draait op de EGO 1.5 engine, een evolutie ten opzichte van de engine gebruikt voor spellen als Dirt 2 en Racedriver:GRID.

## Gameplay

### Teams en coureurs
F1 2010 beschikt over alle teams en coureurs die aan de start stonden van het Formule 1-seizoen in 2010. Sakon Yamamoto, Nick Heidfeld en Christian Klien die tijdens het seizoen een andere coureur vervingen, zijn niet in het spel opgenomen.

### Circuits
Alle circuits van de racekalender van 2010 zijn opgenomen in het spel. Op elk circuit kan elk weertype gesimuleerd worden.

## Vervolg
De opvolger van F1 2010, genaamd F1 2011, is verkrijgbaar sinds 23 september 2011 voor pc, PlayStation 3 en Xbox 360. Hierin zijn onder andere het Delhi's Jaypee International Race Circuit en het bekende Nürburgring-circuit te vinden.
F1 2010 · F1 2011 · F1 2012 · F1 2013 · F1 2014 · F1 2015 · F1 2016 · F1 2017 · F1 2018 · F1 2019 · F1 2020 · F1 2021 · F1 2022 · F1 2023 · F1 2024